# Cavognathidae
Cavognathidae là một họ bọ Cánh cứng trong phân bộ Polyphaga.

## Hình ảnh

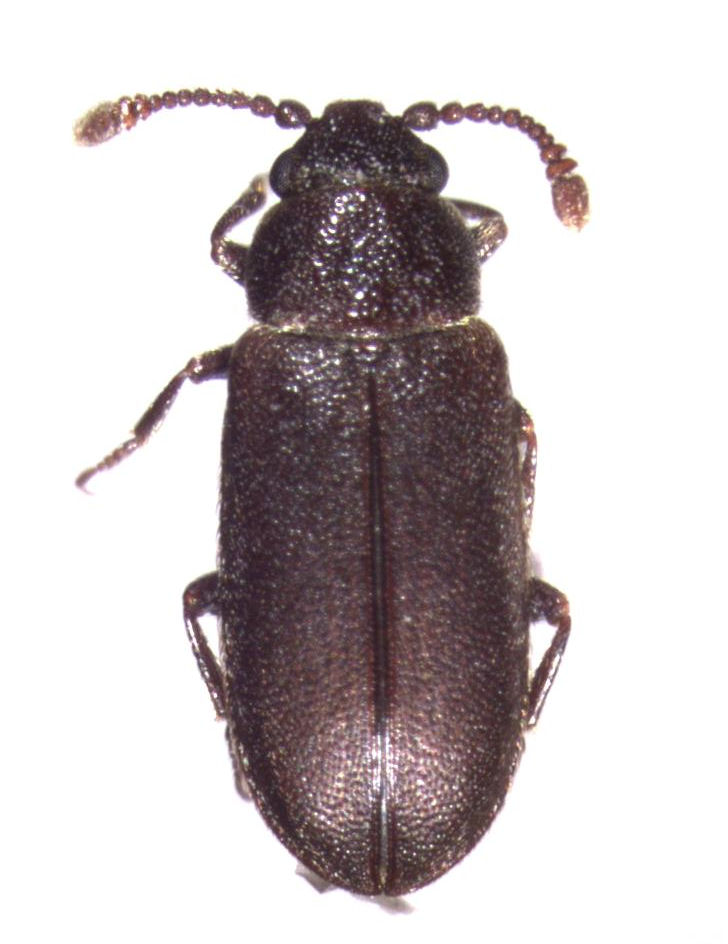